# Stelios Malezas
Stelios Malezas (griechisch Στέλιος Μαλεζάς, * 11. März 1985 in Katerini) ist ein griechischer Fußballspieler.

## Karriere
Malezas spielte in seiner Jugend in seiner Geburtsstadt Katerini. Mit 18 Jahren wechselte der Makedonier von AEP Katerini zum griechischen Spitzenklub PAOK Thessaloniki. In seinem ersten Jahr kam er dort nicht zum Einsatz und wurde für ein Jahr an den Drittligisten Irodotos Irakleiou nach Kreta ausgeliehen, bei dem er als Stammspieler in 30 Saisonspielen Spielpraxis sammelte.
Zurück bei PAOK Thessaloniki dauerte es weitere drei Jahre, bis er ab 2008 fester Bestandteil der Erstligamannschaft wurde. Dabei spielte er nicht wie zuvor im Mittelfeld, sondern in der Innenverteidigung. Nach einer erfolgreichen Saison 2009/10, in der sein Verein den dritten Platz in der Meisterschaft belegte, rückte Malezas auch in den Fokus von Otto Rehhagel, dem damaligen Trainer der Nationalmannschaft. Ende Februar 2010 wurde er zu einem Vorbereitungsspiel für die Fußball-Weltmeisterschaft 2010 eingeladen. Obwohl er dabei nicht zum Einsatz kam, stand er am 1. Juni 2010 im 23-köpfigen Aufgebot der Griechen für die WM in Südafrika.
Am 30. Juli 2012 wechselte er mit einem Zweijahresvertrag für eine Ablösesumme von 450.000 Euro zum Bundesliga-Aufsteiger Fortuna Düsseldorf, die sich im Falle des Klassenerhaltes der Fortuna um 50.000 Euro erhöhen sollte. Sein Pflichtspieldebüt für Fortuna Düsseldorf, in deren Kader Malezas als Abwehrspieler eingesetzt ist, absolvierte er beim 1:0-Sieg im DFB-Pokal gegen Wacker Burghausen. Kurz darauf folgte sein erster Einsatz in der Bundesliga am 1. Spieltag beim 2:0-Sieg im Auswärtsspiel gegen den FC Augsburg.
Nach der Saison 2013/14 verließ er die Fortuna, kehrte nach Griechenland zu Panetolikos Agrinio zurück und schloss sich im August 2015 wieder seinem alten Verein PAOK Thessaloniki an. Dort gewann er dreimal in Folge den Pokal und 2019 die Meisterschaft. Anschließend wechselte er weiter zum Ligarivalen AO Xanthi. 

## Erfolge
- Griechischer Pokalsieger: 2017, 2018, 2019
- Griechischer Meister: 2019